# Mannen med den gyllene armen
Mannen med den gyllene armen (originaltitel: The Man with the Golden Arm) är en amerikansk dramafilm från 1955 i regi av Otto Preminger. Manuset, skrivet av Walter Newman och Lewis Meltzer, bygger på en roman av Nelson Algren från 1949 med samma titel. Filmen hade premiär i december 1955 i USA, men i de flesta övriga länder dröjde premiären till 1956. Filmen var kontroversiell på sin tid, då den öppet skildrade drogmissbruk.

## Handling
Korthajen Frankie Machine (Frank Sinatra) släpps ur fängelset. I fängelset har han gjort sig kvitt ett tidigare heroinberoende och som frisläppt vill han börja spela trummor i ett band. Men när gamla bekanta gör sig påminda dras Frankie åter in i maniskt kortspelande och drogberoende.

## Om filmen
Mannen med den gyllene armen har visats i SVT, bland annat 1983, 1998, 2004, 2015, 2017, augusti 2019 och den 31 maj 2023.

## Medverkande
| Frank Sinatra   | – Frankie "Dealer" Machine       |
| Eleanor Parker  | – Zosch Machine                  |
| Kim Novak       | – Molly Novotny                  |
| Arnold Stang    | – Sparrow                        |
| Darren McGavin  | – Louie "Nifty Louie" Fomorowski |
| Robert Strauss  | – Zero Schwiefka                 |
| John Conte      | – Drunky                         |
| Doro Merande    | – Vi                             |
| George E. Stone | – Sam Markette                   |
| George Mathews  | – Williams                       |
| Leonid Kinskey  | – Dominiwski                     |
| Emile Meyer     | – Detective Bednar, CPD          |

## Priser och nomineringar
Filmen nominerades till tre Oscar, bästa manliga huvudroll (Frank Sinatra), bästa musik (Elmer Bernstein) och bästa scenografi.